# Comuna Rudnea, Stara Vîjivka
Rudnea (în ucraineană Рудня) este o comună în raionul Stara Vîjivka, regiunea Volînia, Ucraina, formată din satele Kukurikî, Rudnea (reședința) și Siomakî.

## Demografie
Componența lingvistică a satului Rudnea
     Ucraineană (99,36%)
     Alte limbi (0,65%)
Conform recensământului din 2001, majoritatea populației satului Rudnea era vorbitoare de ucraineană (99,36%), existând în minoritate și vorbitori de alte limbi.